# Monanchora quadrangulata
Monanchora quadrangulata är en svampdjursart som först beskrevs av Claude Lévi 1958.  Monanchora quadrangulata ingår i släktet Monanchora och familjen Crambeidae.
Artens utbredningsområde är Röda havet. Inga underarter finns listade i Catalogue of Life.